# Jean-Joseph de Jumilhac
Pour les articles homonymes, voir Jumilhac.
Jean Joseph Chapelle de Saint-Jean de Jumilhac (Brive-la-Gaillarde, 1706 - Paris, 20 février 1775) était évêque de Vannes (2 avril 1742-17 avril 1746), archevêque d’Arles (de 1746 au 20 février 1775) et commandeur de l'ordre du Saint-Esprit (reçu le 1er janvier 1771).

## Famille
Il est né à Brive-la-Gaillarde en 1706, fils de Jean-Baptiste Chapelle de Saint-Jean, comte de Jumilhac, et de Guillemette de Bachellerie de Neufvillars. Il est issu d'une branche cadette, celle des Jumilhac Saint-Jean (Ligoure), détachée du tronc principal des Chapelle de Jumilhac au XVIIe siècle.
Il vit ses premières années dans l'hôtel de Jumilhac, qui se trouve toujours 24, rue Majour et sur lequel une plaque perpétue le souvenir de l'archevêque d'Arles. 
Il est l'oncle maternel et le parrain de Jean-Baptiste-Joseph de Lubersac, évêque de Tréguier puis de Chartres, qu'il soutient dans les débuts de sa carrière.
Il est aussi le cousin germain de Pierre Chapelle de Jumilhac de Cubjac, évêque de Lectoure de 1761 à 1772.

## Carrière ecclésiastique
Tonsuré en 1721, il est d'abord vicaire général du diocèse de Chartres. En décembre 1733 il est nommé abbé de l’abbaye bénédictine Saint-Florentin de Bonneval.

### Le prélat dans ses diocèses
Le 2 avril 1742, Jumilhac est nommé évêque de Vannes en Bretagne. Il est sacré le 12 août de la même année.

En 1746, il est promu par le roi à l’archevêché d’Arles. Lorsqu'il arrive à Arles le 17 avril 1746, il est précédé d’une réputation d'homme peu chaleureux. L’abbé Bonnemant cite une lettre reçue à cette époque : 

« …lorsqu’il fut nommé en Arles quelqu’un nous écrivit de Bretagne que nous trouverions dans notre Prélat toutes les qualités du marbre : froid, dur et poli… Il ne se trompait pas, nous l’avons trouvé tel. »

Le 5 mai 1748, à la mort du chanoine Pierre de Sabatier, auteur des Acta ecclesiae Arelatensis, M. de Jumilhac, achète sa riche bibliothèque. On a trace de quelques-unes de ses visites paroissiales. En 1748, il est sollicité à Martigues pour intervenir contre un chanoine de Fos, Barthélemy Laugier, qui mène une vie très dissolue. L'intervention de l'archevêque ne sera toutefois pas suffisante. Le 2 octobre 1752, il se rend aux Saintes-Maries-de-la-Mer.
Quelques années plus tard, en mai 1774, il arbitre un vieux différend opposant le curé de Fos et celui de l'Isle de Martigues concernant les habitants du quartier de La Lèque situé entre Fos et Martigues et qui n'ont pas de curé propre.
Au début de 1752, le 4 janvier, l’archevêque de Jumillac intervient à Arles pour apaiser une émeute liée à une pénurie de blé générée par la spéculation. Il ordonne de faire des distributions de pain au peuple. Toutefois, les meneurs de l'émeute sont sévèrement châtiés ; l’un est pendu, huit condamnés aux galères à vie et d’autres à dix et cinq ans.

#### Ses autres fonctions
En réalité, il réside peu dans son diocèse, pris par de nombreuses fonctions qui le retiennent à Paris. Il participe en mai 1766, aux travaux de la Commission des Réguliers (réforme des ordres religieux) instituée à la demande de Louis XV. Il dirige également en tant que vice-président l'assemblée des évêques de France.
Le 1er janvier 1771, il est créé chevalier-commandeur de l’ordre du Saint-Esprit.

Il meurt à Paris le 20 février 1775 ; sa mort apprise six jours plus tard à Arles ne soulève ni regret, ni émotion et Laurent de Bonnemant précise : 

« Il n’y eut aucune part d’oraison funèbre et il ne s’est versé aucune larme. »

Inhumé dans la crypte de l'église Saint-Sulpice, sa sépulture, comme bien d'autres, est profanée à la Révolution, en 1792.

## Succession apostolique
Jean-Joseph de Jumilhac a ordonné les évêques suivants :
- Évêque Antoine-Joseph D'Amat de Volx (1757)
- Évêque Pierre Chapelle de Jumilhac de Cubjac (1761)
- Évêque Étienne-François-Xavier des Michels de Champorcin (1771)

### Postérité
Sur l'homme, les jugements sont contrastés : si Jean Marie du Lau, son successeur à l'archevêché d'Arles, en trace en maintes fois un portrait flatteur, l’abbé Laurent de Bonnemant ne partage pas cette vision élogieuse ; ce prélat, écrit-il, 

« avait pour son bas clergé, c’est-à-dire pour ses curés et vicaires, une dureté qui lui mérita une haine singulière de la part de ceux qui lui auraient dû de la reconnaissance. »